# Salon (website)
Salon.com, parte do Salon Media Group, às vezes chamado simplesmente de Salon, é uma revista eletrônica, que possui seu conteúdo atualizado semanalmente.
A revista, que foca em entretenimento, livros, músicas, filmes e na política dos Estados Unidos, foi fundada por David Talbot e lançada em 20 de novembro de 1995.